# Die for You
Die for You är Antiques andra album. Skivan innehåller singeln som bandet tävlade med i Eurovision Song Contest 2001. Skivan kom samma år, 2001.

## Låtlista
1. (I Would) Die for You
2. Follow Me
3. Athena
4. Ligo Ligo
5. I Agapi Ine Zali Na Moto Pis
6. Tell Me
7. Lonely Nights
8. Filla Me
9. Something About You
10. Kalimera
11. Why
12. (I Would) Die For You (Grekiska Versionen)
13. Tabla Dreams
14. (I Would) Die For You (Videon)